# Liberty (鈴木雅之の曲)
「Liberty」（リバティ）は、1987年3月21日に発売された鈴木雅之の2枚目のシングル。1986年当時、
『VOICE of CD, SONY CD PLAYER DEMONSTRATION DISC (YEDS 31, NOT FOR SALE)』としてSONYの販売店に配布されたCDには、CMのために作られたORIGINAL VERSION (LD/VIDEO "VOICE of LIBERTY"に収録と同じもの)が9曲目収録されている。

## 解説
「Liberty」は、1987年度のSONY"VOICE OF CD"キャンペーン・ソングに使用された。アルバム『mood』にも収録。
この曲は作詞・作曲・編曲の吉田美奈子(=Minnie Shady)が1995年に自身のシングル「BEAUTY」にてセルフ・カヴァー。後にアルバム『EXTREME BEAUTY』にも収録された。
B面は、実姉鈴木聖美とのデュエット・ソング。同年5月に発売の鈴木聖美 with Rats&Star名義アルバム『WOMAN』から先行収録。のちに表題曲としてシングルカットされた。

## 収録曲
1. Liberty
  - 作詞：Minnie Shady / Aki　作曲・編曲：吉田美奈子
2. ロンリー・チャップリン
  - 作詞：岡田ふみ子、作曲：鈴木雅之　編曲：村松邦男・鈴木雅之